# ماريانا
ماريانا هو مسلسل مدبلج رومانسي درامي عرض لأول مرة في الشرق الأوسط على قناة تونس21 سنة 2008, يتكون من 119 حلقة بالنسخة المدبلجة و135 حلقة بالنسخة الأصلية.

## القصة
في قرية، يحكى عن الجبل الأسود الذي قد لعن الفتاة ماريانا، ونظرا لأن جميع الرجال الذين تقع في حبهم يقعوا بحادث مميت عاجلا أو آجلا. ماريانا امرأة شابة ورومانسية تعيش مع والدها أتيليو، ماريانا تشبة والدتها كثيراً ولقد توفيت والدتها وهي صغيرة. أتيليو رجل قاسي وغني ويكره كل من يتقرب بماريانا وهو مالك المنجم في القرية. أتيليو يخفي سراً خطير: ماريانا ليست ابنته ومشاعره أتجاهها هي أبعد عن الحب الأبوي فهو يحبها بطريقة أخرى....
أتيليو لديه شقيقتان هما: ايزابيل ومارسيا. ايزابيل الأكبر وهي طيبة القلب وتحب ماريانا كما لو كانت ابنتها. مارسيا امرأة قوية ومتغطرسه، تلبس ثيابها بشكل الرجال وهي قاسية مع عمال المنجم لأنها رئيستهم، لكنها تقع في حب أغناسيو لوغونفارو وذلك عندما يأتي إلى القرية وتتغير شخصيتها بالكامل. أغناسيو رجل قوي ووسيم وهو صحافي جاء تحت اسم مستعار للبحث عن جذوره.
فور وصوله إلى القرية يتعرف على ماريانا ويغرم بها، ماريانا تغرم باغناسيو وتعرف بأنها غير قادره على حب رجل أخر ومشاعره هو بالمثل. ومع ذلك، مارسيا مغرمة بشده باغناسيو وعندما تكتشف زواج سراً أغناسيو وماريانا تشعر بالغيرة والغضب والرغبة في الأنتقام. ماريسا تكشف عن زواج اغناسيو وماريانا لأخيها أتيليو. أتيليو يعقد العزم على قتل اغناسيو دون معرفة أنه ابنة، أغناسيو ابن أتيليو ولوكريسيا أثر علاقتهما السابقة، لوكريسيا صاحبة مطعم القرية.
أغناسيو ينقذ أتيليو من الموت لكنه يصاب في الحادث الذي وقع في المنجم. ماريانا تكتشف أن أتيليو ليس والدها وانها خدعة منه بسبب حبه لها، ماريانا تهرب من القرية حاملاً بطفل أغناسيو. مارسيا تستفيد من هرب ماريانا لكي تتزوج من الرجل الذي لايحبها. مارسيا تقوم بأغوى أغناسيو لكي تصبح حامل وبالفعل تنجح ولكن بعد ذلك يحصل لها إجهاض عرضي لكنها تسرق طفل ماريانا وتخبرهم بأنه أبنها لتجعل أغناسيو يتزوجها. تظهر الحقائق وتتطور الأحداث ويموت أتيليو ومارسيا وتذهب اللعنة عن ماريانا وتتزوج هي وأغناسيو، ويعيش الجميع بسعاده وبالذات ماريانا وأغناسيو وطفلهم. النهاية سعيده وجميله.....

## الأبطال
- أليخاندرا باروس ... ماريانا مونتينيغرو

- خورخي ساليناس ... إجناسيو لوجو نافارو

- أنجليكا ريفيرا ... مارسيا مونتينيغرو

- سيزار إيفورا ... أتيليو مونتينيغرو

- خايمي لوزانو ... إلاديو غونزاليس

- باتريشيا نافيداد ... ياديرا دي غيريرو

- أدريانا فونسيكا ...كاريداد تشاتشي الجبل الأسود

- رينيه ستريكلر ... دكتور كاميلو غيريرو

- ألما موريل ... إيزابيل مونتينيغرو

- ماريا روجو ... لوكريسيا فارغاس

- خوسيه كارلوس رويز ... إيسيدرو فالتييرا

- باتريشيا رييس سبيندولا ... ماريا لولا

- راؤول راميريز ... الأب بيدرو

- أورورا كلافيل ... ماما لوب

- رافائيل روخاس ... جيراردو مونتيل

- سيرجيو أكوستا ... كوماتشي

- إجناسيو غوادالوبي ... ميديوموندو بارامو

- مارجوري دي سوزا ... كارول

- روبرتو بلاندون ... إيفان لوجو نافارو

- أليدا نونيز... ميجولينا دي بارامو

- ميغيل دي ليون ... خوسيه رامون مارتينيز

- ليزا ويليرت ... خوانيتا لوبيز

- كارلوس أمادور ... سيرجيو لوبيز

- أوجستين أرانا ...أوروبو

- خوان إجناسيو أراندا ... الدكتور خورخي لوزانو

- خوسيه لويس أفيندانيو ... فرانسيسكو

- إستير باروسو ... كانديدا شافيز

- سوكورو بونيلا ... نيللي

- دانيال كونتينينتى ... خوان بابلو غيريرو

## المذيعون الدوليون لماريانا دي لا نوش
- أمريكا الشمالية والجنوبية ومنطقة البحر الكاريبي
- المكسيك
- الأوروغواي
- البرازيل
- نيكاراغوا
- الولايات المتحدة:
- لكل:
- تشيلي
- باراغواي
- جمهورية الدومينيكان
- فين
- الإكوادور
- إلسالفادور
- قالب:مقلاة
- الأرجنتين
- بوليفيا
- كولومبيا
- أوروبا وأفريقيا وأوقيانوسيا؛
- أنغولا
- موزمبيق
- بلغاريا
- إسبانيا
- مقدونيا
- البوسنة والهرسك
- رومانيا
- سلوفاكيا
- البرتغال
- كرواتيا
- قبرص
- اليونان
- الجبل الأسود
- بولندا
- صربيا
- إندونيسيا
- الفلبين

## روابط خارجية
- ماريانا على موقع IMDb (الإنجليزية)
- ماريانا على موقع فيلمافينيتي (الإسبانية)
- ماريانا على موقع كينوبويسك (الروسية)
- ماريانا على موقع قاعدة بيانات الفيلم (الإنجليزية)